# Ranger of the Big Pines
Ranger of the Big Pines is een Amerikaanse western uit 1925 onder regie van W.S. Van Dyke. Het scenario is gebaseerd op de roman Cavanagh, Forest Ranger (1910) van de Amerikaanse auteur Hamlin Garland.

## Verhaal
Virginia Weatherford keert terug naar huis na haar studie aan een universiteit aan de oostkust. De moeder van Virginia leidt een pension en in de afwezigheid van haar dochter is ze hard en onverschillig geworden. Ze vindt troost in haar vriendschap met de boswachter Ross Cavanagh, die een vete heeft met de veeboer Sam Gregg. Wanneer Gregg zijn handlangers naar Cavanagh stuurt om hem een lesje te leren, wordt Cavanagh gered door Virginia. Nadat ze Gregg en zijn mannen voor het gerecht hebben gebracht, trouwt Cavanagh met Virginia en verhuizen ze samen naar de oostkust.

## Rolverdeling
| Acteur          | Personage            |
| --------------- | -------------------- |
| Kenneth Harlan  | Ross Cavanagh        |
| Eugene Pallette |                      |
| Helene Costello | Virginia Weatherford |
| Eulalie Jensen  | Lize Weatherford     |
| Will Walling    | Sam Gregg            |
| Lew Harvey      | Joe Gregg            |
| Robert Graves   | Redfield             |